# Nathalie Froget
Pour les articles homonymes, voir Froget.
Nathalie Froget (née le 9 juillet 1964 à Toulon) est une athlète française, spécialiste des courses de demi-fond. 

## Biographie
Licenciée toute sa carrière au Stade Marseillais Université Club, elle est sacrée championne de France du 1 500 mètres en 1986 à Aix-les-Bains.
Le 22 février 1987, à Liévin, elle améliore le record de France en salle du 1 500 m en le portant à 4 min 18 s 56.